# PlayStation Network
PlayStation Network (forkortet PSN) er en gratis tjeneste fra Sony tilknyttet deres PlayStation-serie. Her kan brugere af PlayStation 3 (PS3) og PlayStation Portable (PSP) spille med andre brugere eller downloade trailere, demoer og hele spil. Der er over 20 millioner registrerede brugere på PlayStation Network (2009). En PSN-konto kan åbnes enten via en PS3 eller via PlayStations egne hjemmesider.

## Servicer

### Store
PlayStation Store er PlayStationens netbutik. Her kan medlemmer af PSN købe og downloade PlayStation og PSP relateret materiale som f.eks. udvidelsespakker, pakker der indeholder nye baner, tøj, figurer m.m. På PlayStation Store er det også muligt at købe PlayStation 1 klassikere til sin PlayStation 3 eller PSP, eller aktivere beta, demo og spilnøgler der åbner for nyt materiale.

### Home
Home er en PSN service der bedst kan sammenlignes med Second Life, Habbo og The Sims.
Man opretter et avatar (enten mand eller kvinde), og får derefter adgang til den virtuelle verden.
I verdenen kan andre brugere chatte med hinanden, spille bowling, pool eller se hinandens værelser.
I Home er det samtidigt muligt at prøve demoer af spil, se små film, købe møbler eller tøj til sin avatar m.m.

### Trofæer
Trofæer er Sonys svar på præsentationer (achivements), der tildeles en spiller når han klare spillet, en bane, eller laver en sjælden eller svær handling.
Opdateringen der indeholdte trofæ systemet, blev udgivet under systemopdateringen 2.40.
Der eksistere fire slags trofæer, bronze, sølv, guld og platinium.
Når brugere får et trofæ, rykker de op i niveau (eller level), hvert trofæ giver spilleren et experience point, samler spilleren nok point, rykker han op i level, hvor bronze giver mindst, og platinium giver mest, dog mangler nogle PSN spil platinium trofæer. 
Den 20. november, annoncerede Sony at trofæ support ville blive et krav fra januar 2009 .

## PlayStation Networks nedbrud 2011
Den 21. april 2011 konstateredes et større nedbrud af PlayStation Network (også kendt som (Psn Outage), der har haft effekt over hele verdenen. Sony har på deres blog skrevet følgende: 24 april. 2011: "We sincerely regret that PlayStation Network and Qriocity services have been suspended, and we are working around the clock to bring them both back online. Our efforts to resolve this matter involve re-building our system to further strengthen our network infrastructure. Though this task is time-consuming, we decided it was worth the time necessary to provide the system with additional security.
We thank you for your patience to date and ask for a little more while we move towards completion of this project. We will continue to give you updates as they become available." og dagen efter: "I know you are waiting for additional information on when PlayStation Network and Qriocity services will be online. Unfortunately, I don’t have an update or timeframe to share at this point in time. As we previously noted, this is a time intensive process and we’re working to get them back online quickly. Will keep you updated with information as it becomes available. We once again thank you for your patience
" som klart udtaler Sony's uvidenhed i sagen[kilde mangler], men de arbejder på det.
Det kunne konstateres, at nedbruddet var forårsaget af et hackerangreb, og at der i forbindelse hermed muligvis var blevet stjålet personlige oplysninger om op imod 100 millioner brugere af netværket. Netbruddet har medført et prestigetab for Sony og for PlayStation Network, der af visse analytikere anslås at have kostet Sony op imod 1 milliard dollars.